# Mega-Lo-Mania
Mega-Lo-Mania is een videospel voor verschillende platforms. Het spel werd uitgebracht in 1991.

## Platforms
| Jaar | Platform                     |
| ---- | ---------------------------- |
| 1991 | Amiga, Atari ST              |
| 1992 | DOS, Sega Mega Drive         |
| 1993 | FM Towns, SNES, Sharp X68000 |

## Ontvangst
| Beoordeeld door                      | Platform        | Datum          | Score |
| ------------------------------------ | --------------- | -------------- | ----- |
| ST Action                            | Atari ST        | november 1991  | 93%   |
| Joystick (Frans)                     | DOS             | juli 1992      | 92%   |
| Amiga Action                         | Amiga           | oktober 1991   | 91%   |
| Power Unlimited                      | SNES            | februari 1994  | 85%   |
| Power Play                           | Amiga           | september 1991 | 83%   |
| Amiga Joker                          | Amiga           | september 1991 | 81%   |
| Joker Verlag präsentiert: Sonderheft | Atari ST        | 1993           | 74%   |
| SEGA-Mag (Objectif-SEGA)             | Sega Mega Drive | 2 maart 2009   | 60%   |
| Computer Gaming World (CGW)          | Amiga           | mei 1994       | 50%   |
| Computer Gaming World (CGW)          | DOS             | mei 1994       | 50%   |